# 学習院

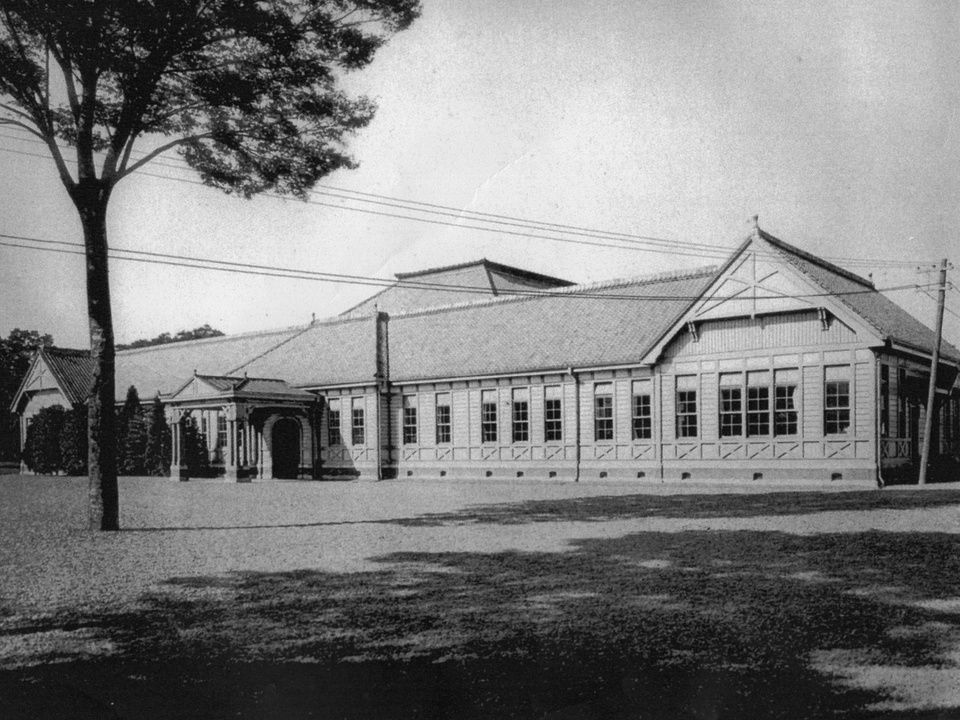
学習院本館（1915年）

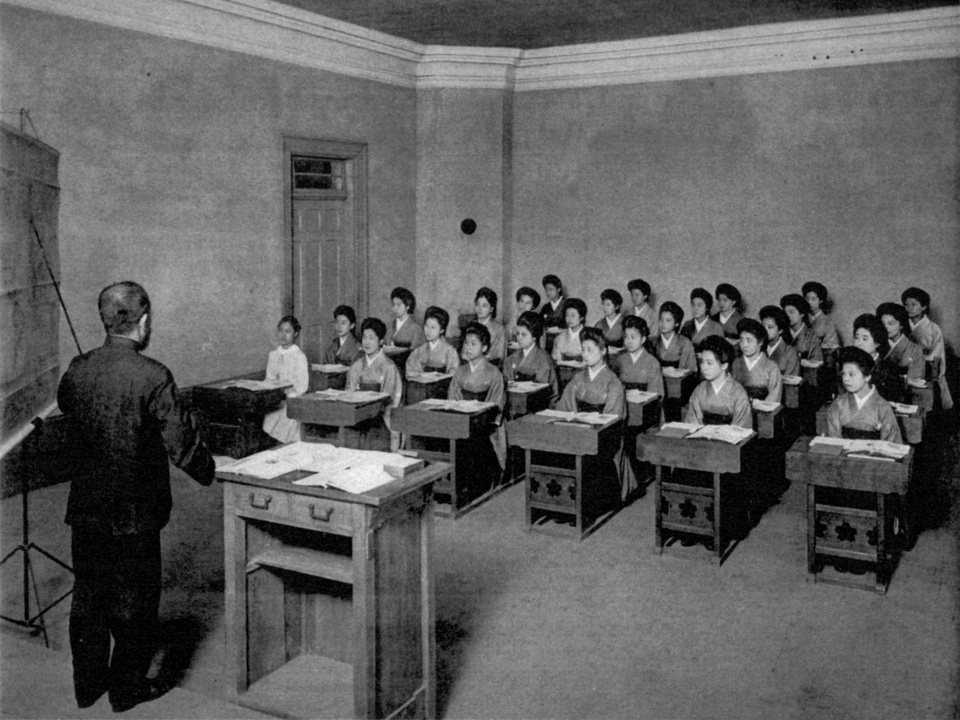
女学部中学科第4年級北組の東洋歴史授業（1915年）

学習院（がくしゅういん）は、旧宮内省の外局として設置された国立学校。華族の子弟の教育機関として設立され、華族の子弟は無試験で入学でき、高等科までの進学が保証されていた。1947年（昭和22年）に廃止・民営化されたが、新たに私立学校として「学校法人学習院」となり再出発した。

## 沿革
学習院は維新以前設くる所の学館にして中廃せしものなるを茲に初めて之を開黌せしなり
—学習院ヲ開ク（明治元年03月19日）
- 1847年（弘化04年） 京都御所日御門前に学習所（京都学習院）が開講。
- 1849年（嘉永02年） 「学習院」の勅額が孝明天皇より下賜される。
- 1868年（明治元年）
  - 4月4日（3月12日） 京都に学習院を復興し、11日（19日）からの開講を決定。
  - 5月7日（4月15日） 学習院を大学寮代に改称。
  - 10月31日（9月16日） 漢学所に改称[2]。
- 1877年（明治10年） 華族学校学則制定。10月17日、私立の華族学校として神田錦町にて開業式挙行。明治天皇が臨席し「学習院」の称号を与える[3]。
- 1884年（明治17年） 華族会館経営の私立学校から、4月17日に宮内省所轄の官立学校となる[3]。
- 1885年（明治18年） 学習院の女子科を廃止し、四谷区尾張町（現：初等科所在地）に華族女学校を設置。
- 1888年（明治21年） 学習院が麹町区三年町の工部大学校跡に移転。
- 1889年（明治22年） 華族女学校が麹町区永田町に移転。
- 1890年（明治23年） 学習院が四谷区尾張町の華族女学校跡に移転。
- 1893年（明治26年） 大学科を設置。
- 1905年（明治38年） 前年の近衛篤麿第7代院長の死去に伴い、大学科を閉鎖。
- 1906年（明治39年） 華族女学校と学習院を併合し、華族女学校を学習院女学部と改称。
- 1908年（明治41年） 東京府下高田村（現：目白）に移転（初等学科と女学部は旧位置）。
- 1912年（明治45年） 初等科における英語教育を廃止。1922年（大正11年）に復活するも、1938年（昭和13年）に再度廃止[4]。
- 1918年（大正07年） 女学部が青山に移転して、女子学習院と改称。
- 1919年（大正08年） 学習院の初等学科・中等学科・高等学科を初等科・中等科・高等科に改める。
- 1922年（大正11年） 摂政宮裕仁親王のもと学習院学制、女子学習院学制が敷かれ官営化される[5]。
- 1928年（昭和03年） 学習院開校創立五十年祝典を挙行し、『開校五十年記念学習院史』発行[3]。
- 1935年（昭和10年） 女子学習院開校五十年記念式を挙行。
- 1945年（昭和20年） 宮内相から戦後の教育方針について諮問を受けた学習院評議会は、学習院を特殊学校として存続させるとともに一般国民の子弟にも開放することを決定[6]。
- 1946年（昭和21年） 女子学習院は牛込区戸山町に、学習院中等科（1・2年）は小金井（現在の小金井公園の敷地内）に移転。
- 1947年（昭和22年） 学習院学制・女子学習院学制が廃止。4月、男女両院を合併し、財団法人として宮内省から独立。

## 校名の由来
弘化4年（1847年）3月、京都に公家の教育機関として開講した当初は「学習所」と称したが、嘉永2年（1849年）4月に孝明天皇より「学習院」の勅額が下賜されて正式名称となった。
この名称が論語冒頭の「學而時習之、不亦説乎」（学びて時にこれを習う、またよろこばしからずや）に基づくことは疑いないとされている。
| 「                                                | 子曰、學而時習之、不亦說乎。有朋自遠方來、不亦樂乎。人不知而不慍、不亦君子乎。 | 」 |
| —『論語』学而第一の一（「子曰學而時習之章」より） |                                                                                |    |

## 歴代学習院長一覧
財団法人学習院、学校法人学習院のもとでの歴代院長は学校法人学習院の当該節を参照。
| 代       | 氏名       | 就任時期                       | 備考                                   |
| -------- | ---------- | ------------------------------ | -------------------------------------- |
| 初代     | 立花種恭   | 1877年10月17日 - 1884年5月24日 | 三池藩第8代藩主、子爵                  |
| 第2代    | 谷干城     | 1884年5月24日 - 1885年         | 陸軍中将、初代農商務大臣、子爵         |
| 第3代    | 大鳥圭介   | 1886年4月10日 - 1888年7月13日  | 枢密顧問官、男爵                       |
| 第4代    | 三浦梧楼   | 1888年11月5日 - 1892年3月25日  | 陸軍中将、子爵                         |
| 第5代    | 岩倉具定   | 1892年3月26日 - 10月20日       | 宮内大臣、公爵                         |
| 第6代    | 田中光顕   | 1892年10月20日 - 1895年3月19日 | 陸軍少将、内閣書記官長、宮内大臣、子爵 |
| 第7代    | 近衛篤麿   | 1895年3月19日 - 1904年1月2日   | 貴族院議長、公爵                       |
| 第8代    | 菊池大麓   | 1904年8月4日 - 1905年10月12日  | 京都帝国大学総長、男爵                 |
| 第9代    | 山口鋭之助 | 1906年1月18日 - 1907年1月31日  | 京都帝国大学教授、物理学者             |
| 第10代   | 乃木希典   | 1907年1月31日 - 1912年9月13日  | 陸軍大将、伯爵                         |
| 事務取扱 | 白鳥庫吉   | 1912年9月16日 - 11月25日       | 東京帝国大学教授、東洋史学者           |
| 第11代   | 大迫尚敏   | 1912年11月25日 - 1917年8月25日 | 陸軍大将、子爵                         |
| 第12代   | 北条時敬   | 1917年8月25日 - 1920年4月5日   | 宮中顧問官                             |
| 第13代   | 一戸兵衛   | 1920年5月29日 - 1922年11月3日  | 陸軍大将、教育総監                     |
| 第14代   | 福原鐐二郎 | 1922年11月3日 - 1929年10月28日 | 東北帝国大学総長                       |
| 第15代   | 荒木寅三郎 | 1929年10月28日 - 1937年4月6日  | 京都帝国大学総長                       |
| 第16代   | 野村吉三郎 | 1937年4月6日 - 1939年9月25日   | 海軍大将                               |
| 第17代   | 山梨勝之進 | 1939年10月7日 - 1946年10月5日  | 海軍大将                               |